# 郭辅周
郭辅周（1931年9月5日—1995年1月12日），河北任丘人，中华人民共和国军事人物，曾任兰州军区参谋长、济南军区参谋长、中国人民解放军中将。第八届全国政协委员。
1988年，授予中国人民解放军中将。
1995年1月12日，因病于山东济南逝世。
著有《郭辅周诗词集》，中国文学出版社，1996年1月。